# ترانسدانوبيا الجنوبية
ترانسدانوبيا الجنوبية (بالمجرية: Dél-Dunántúl) هي إحدى مناطق المجر السبعة المحددة منذ عام 1966م، وهي تتكون من ثلاث مقاطعات هي: شومود، وتولنا و برانيا.